# Vol Aeroflot 5463
Le vol Aeroflot 5463 est un vol intérieur régulier, assuré par un Tupolev Tu-134A, entre l'aéroport de Tcheliabinsk, en Russie, et l'aéroport international d'Almaty, au Kazakhstan, qui s'est écrasé contre le relief, le 30 août 1983, lors de la phase d'approche vers Almaty. Les 84 passagers et six membres d'équipage à bord ont tous péri dans l'accident.

## Accident
Le jour de l'accident, il y avait une couverture nuageuse dense à une altitude de 3 000 à 4 500 mètres, avec une visibilité moyenne de dix kilomètres.
Après avoir reçu les informations sur l'emplacement de l'avion, le contrôle aérien a donné une instruction erronée aux pilotes, leur demandant d'effectuer un virage. L'équipage a également choisi par erreur un cap de 199°, au lieu de 140° requis pour l'approche. Le contrôleur a ensuite donné le bon cap, mais a ordonné à l'équipage de descendre à 600 mètres, alors que l'altitude minimale de sécurité pour le terrain environnant était de 4 620 mètres. 
Sachant que l'avion était sur une trajectoire de collision avec le relief et ayant le droit d'ignorer le contrôle aérien dans cette situation, selon les règles de l'aviation civile soviétique, l'équipage a choisi d'effectuer un second virage et de poursuivre la descente à 600 mètres. Après avoir informé le contrôleur de la situation, l'équipage reçoit une alerte provenant de l'avertisseur de proximité du sol (GPWS). Au lieu d'effectuer une remise de gaz et de reprendre de l'altitude, l'équipage a retardé toute tentative de montée jusqu'à une à deux secondes avant l'impact.
L'avion s'est écrasé sur le versant ouest d'une montagne située à 36 kilomètres de l'aéroport, à une altitude de 690 mètres (2 260 pieds), se désintégrant et prenant feu immédiatement après l'impact initial. 

## Enquête
L'enquête révèle que l'équipage n'a pas suivi le plan d'approche établi pour l'aéroport d'Almaty et n'a pas respecté le manuel d'exploitation d'Aeroflot, en suivant les instructions du contrôle aérien leur indiquant de descendre en dessous de l'altitude minimale de sécurité.
Les enquêteurs ont également reproché au contrôle aérien de ne pas avoir surveillé efficacement la trajectoire de l'appareil pendant la phase d'approche.